# Thiệu Viên
Thiệu Viên là một xã thuộc huyện Thiệu Hóa, tỉnh Thanh Hóa, Việt Nam.

## Địa lý
Xã Thiệu Viên nằm ở phía tây nam huyện Thiệu Hóa, có vị trí địa lý:
- Phía đông giáp các xã Thiệu Vận, Thiệu Lý
- Phía tây và phía bắc giáp thị trấn Hậu Hiền
- Phía nam giáp huyện Triệu Sơn.

Xã Thiệu Viên có diện tích tự nhiên 4,93 km², quy mô dân số năm 2022 là 6.011 người, mật độ dân số đạt 1.219 người/km². Dân cư sinh sống tại Thiệu Viên chủ yếu là người Kinh.

## Lịch sử
Trước Cách mạng tháng Tám, vùng đất xã Thiệu Viên ngày nay là một phần tổng Vận Quy thuộc huyện Đông Sơn, phủ Thiệu Hóa; qua năm 1900 thì chuyển tổng Vận Quy sang huyện Thụy Nguyên cùng phủ, huyện này sau thành phủ Thiệu Hóa. Địa bàn xã Thiệu Viên khi ấy gồm các làng: Nhật Quang, Viên Đài, Viên Ngoại, Viên Nội.
Cuối năm 1945, phủ Thiệu Hóa đổi thành huyện, cấp tổng bị bãi bỏ; 4 làng kể trên cùng với làng Hổ Đàm (nay thuộc xã Thiệu Lý) hợp thành xã Minh Quang thuộc huyện Thiệu Hóa. Đến tháng 1 năm 1947, xã Tây Hồ được sáp nhập vào xã Minh Quang. Tháng 3 năm 1954, xã Minh Quang chia thành 3 xã: Thiệu Lý, Thiệu Viên, Thiệu Trung.
Ngày 5 tháng 7 năm 1977, nhập 16 xã hữu ngạn sông Chu thuộc huyện Thiệu Hóa với huyện Đông Sơn thành huyện Đông Thiệu; xã Thiệu Viên thuộc huyện Đông Thiệu, sau đổi thành huyện Đông Sơn. Đến ngày 18 tháng 11 năm 1996, huyện Thiệu Hóa được tái lập, Thiệu Viên trở lại thuộc huyện Thiệu Hóa.
Năm 2018, xã Thiệu Viên có 11 thôn, đánh số từ 1 đến 11. Ngày 11 tháng 7 cùng năm, Hội đồng nhân dân tỉnh Thanh Hóa khóa XVII thông qua Nghị quyết về việc sắp xếp thôn, tổ dân phố trên địa bàn tỉnh. Theo đó:
- Nhập thôn 2 vào thôn 1
- Đổi tên thôn 3 thành thôn 2
- Nhập thôn 4 và thôn 5 thành thôn 3
- Đổi tên thôn 6 thành thôn 4
- Nhập thôn 7 và thôn 8 thành thôn 5
- Nhập thôn 9 và thôn 10 thành thôn 6
- Đổi tên thôn 11 thành thôn 7.

Sau sắp xếp, xã Thiệu Viên có 7 thôn.
Ngày 5 tháng 2 năm 2025, thị trấn Hậu Hiền và khu vực dự kiến mở rộng (xã Thiệu Viên) được công nhận đạt tiêu chí đô thị loại V.

## Hành chính
Xã Thiệu Viên được chia thành 7 thôn, đánh số từ 1 đến 7.